# سیکلید سبز تگزاسی
سیکلید سبز تگزاسی (Herichthys carpintis) یک گونه از خانواده سیکلیدماهیان است. این گونه به نام‌های سیکلید سبز تگزاس، سیکلید دشتی و سیکلید مرواریدی نیز شناخته می‌شود.
سیکلید سبز تگزاسی بومی شرق مکزیک در زهکشی رودخانه پانوکو و رودخانه سوتو لا مارینا در شمال شرقی مکزیک. گونه محلی آن بنام Laguna del Carpinte، نزدیک تامپیکو در تاماولیپاس موجود است.
سیکلید سبز تگزاسی از نظر شباهت ظاهری، رفتاری و عادات بسیار شبیه به گونه سیکلید تگزاسی می‌باشد.

## در آکواریوم
سیکلید سبز تگزاس یک ماهی بسیار زیبا و مقاوم و نسبتاً کم دردسر است. چنانچه به خوبی تغذیه و نگهداری شود فلس‌های ماه براق و و به رنگ سبز فیروزه ای بسیار خیره کننده ای تبدیل خواهد شد. شاید به همین دلیل این ماهی به اسم سیکلید مرواریدی نیز خوانده می‌شود. برای نگهداری این ماهی به آکواریومی با حجم حداقل ۴۵۰ لیتر نیازمندید. این ماهی پر جنب و جوش و در زمان تخم ریزی بسیار قلمرو طلب و پرخاشگر است. دمای مناسب برای نگهداری آنها ۲۲ الی ۲۶ درجه سانتیگراد و پی هاش(PH) آب بین ۶٫۵ تا ۷٫۵ مناسب است. طول عمر متوسط آنها حدود ۱۵ سال است. این ماهی از دسته ماهیان تخم‌گذار است که نوزادانی نسبتاً مقاوم دارد. ماهی نر در اندازهٔ ۱۰ سانتی‌متر و ماهی ماده در اندازهٔ ۸ سانتی‌متر به سن بلوغ می‌رسند و آمادهٔ جفتگیری خواهند بود.

## تکثیر
برای اینکه بتوانید اقدام به تکثیر سیکلید تگزاس سبز نمایید حتماً می‌بایستی حداقل یک گله ۶ تایی متشکل از ۳ ماده و ۳ نر را در یک آکواریوم نگهداری نمایید. پس از مدتی آنها جفت خود را انتخاب می‌کنند. گرین تگزاس‌ها جزو ماهی‌های تک همسری هستند. زمانی که جفت‌ها انتخاب و آمده جفتگیری و تخم ریزی می‌شوند، گلوی ماهی ماده به رنگ سیاه و پیشانی ماهی نر متورم می‌شود. ماهی نر و ماده شروع به درست کردن خاکریز و کندن چاله در یک یا چند نقطه از بستر آکواریوم می‌کنند، تا به سطحی صاف برسند. ماهی ماده شروع به تخمریزی کرده و نر آنها را بارور می‌کند. نر و ماده به شدت از لانه و تخم‌ها و بچه ماهی‌ها حفاظت می‌کنند. لاروها پس از تقریباً چهار روز از تخم خارج می‌شوند و پس از جذب کیسه زرده طی ۴ تا ۶ روز قادر به شنا کردن هستند. جفت ماهی نر و ماده از نوزادان مواظبت می‌کنند. در صورتی که شرایط آب آکواریوم مساعد نباشد احتمال مبتلا شدن ماهی در سن نوجوانی به امراض روده ای بسیار بالا خواهد بود.
سیکلید تگزاسی سبز را می‌توان با انواع غذاهای آماده و منجمد همچون کرم خونی و پلانکتون تغدیه نمود. این ماهی را می‌توان با سایر سیکلیدهای آمریکای جنوبی هم خانواده اش یا ماهیانی با خصوصیات یکسان و مشترک مانند پرت، گرین تگزاس و تگزاس باکس یا فلاور و برخی از کت فیش‌ها و لوچ‌ها نگهداری کرد.

## بیماری‌ها
از بیماری‌های اصلی آنها می‌توان به بوجود آمدن لکه‌های سفید روی بدن، بیماری سوراخ یا حفره در سر، خونریزی داخل مغزی، عفونت‌های باکتریایی و هگزامیتا اشاره کرد.
خونریزی داخل مغزی ناشی از یک نوع انگل موجود در آب آکواریوم است که خطر زیادی برای ماهی ندارد مگر این که ماهی به دلایل دیگری مانند شرایط نامطلوب نگهداری ضعیف شده باشد.
بیماری سوراخ در سر معمولاً در اثر شرایط نامطلوب آب آکواریوم و رژیم غذایی نادرست به وجود می‌آید. در این بیماری، حفره‌هایی در ناحیه سر ماهی ایجاد می‌شوند که در صورت عدم درمان منجر به مرگ ماهی خواهد شد.
عفونت باکتریایی نیز در اثر شرایط نامطلوب و کثیف بودن آکواریوم ماهی ایجاد می‌شود که با تأمین کیفیت مطلوب آب، رژیم غذایی درست و … می‌توان از آن جلوگیری کرد.